# Xabi Alonso
Xabier „Xabi“ Alonso Olano (* 25. November 1981 in Tolosa) ist ein ehemaliger spanischer Fußballspieler und heutiger Fußballtrainer. Er spielte bei Real Sociedad San Sebastián, dem FC Liverpool, Real Madrid und dem FC Bayern München. Neben drei Meisterschaften in Deutschland und einer in Spanien zählen die Champions-League-Siege 2005 mit dem FC Liverpool und 2014 mit Real Madrid zu seinen größten Erfolgen auf Vereinsebene. 
Zwischen 2003 und 2014 lief der Mittelfeldspieler 114 Mal für die spanische Nationalmannschaft auf. Er war in dieser Zeit ein Leistungsträger in der bis dato erfolgreichsten Zeit der Spanier und wurde 2008 und 2012 Europa- sowie 2010 Weltmeister.
Von 2022 bis 2025 war er Cheftrainer von Bayer 04 Leverkusen und gewann 2024 die erste Deutsche Meisterschaft der Vereinsgeschichte. Im selben Jahr gewann er zudem den DFB-Pokal sowie DFL-Supercup.
Seit Juni 2025 ist er Cheftrainer seines früheren Spielervereins Real Madrid.

## Familie
Der Baske Xabi Alonso stammt aus einer Fußballerfamilie. Sein Vater Periko war selbst Fußballprofi, spielte 20-mal für die spanische Nationalmannschaft und gewann 1980/81 und 1981/82 mit Real Sociedad die spanische Meisterschaft. Sein älterer Bruder Mikel spielte beim Drittligisten Real Unión Irún, sein jüngerer Bruder Jon ist als Schiedsrichter tätig.
Alonso ist seit Juli 2009 mit seiner zwei Jahre älteren Jugendliebe Nagore Aramburu verheiratet. Sie haben gemeinsam einen Sohn und zwei Töchter. Er spricht neben Spanisch, Baskisch und Englisch auch Deutsch.

## Karriere als Spieler

### Im Verein

#### Real Sociedad
Der defensive Mittelfeldspieler Alonso begann seine Karriere in den Jugendabteilungen von Antiguoko und Real Sociedad. Sein Debüt in der ersten Mannschaft hatte er am 1. Dezember 1999 in einem Pokalspiel. Innerhalb eines turbulenten Jahres mit drei verschiedenen Trainern bei Real Sociedad wurde Alonso zu Beginn der Saison 2000/01 an den SD Eibar verliehen. Für Eibar absolvierte er 8 Ligaspiele, bevor im Januar 2001 John Toshack der neue Trainer von Real Sociedad wurde, der ihn in die Mannschaft zurückholte.
Alonso reifte zum Stammspieler und wurde eine Stütze der Mannschaft. Mit der Mannschaft erreichte er am Saisonende 2002/03 den zweiten Platz in der Meisterschaft, wozu er mit 34 Spielen und acht Toren beitrug. Das folgende Jahr stieß er mit Real Sociedad bis ins Achtelfinale der Champions League vor.

#### FC Liverpool

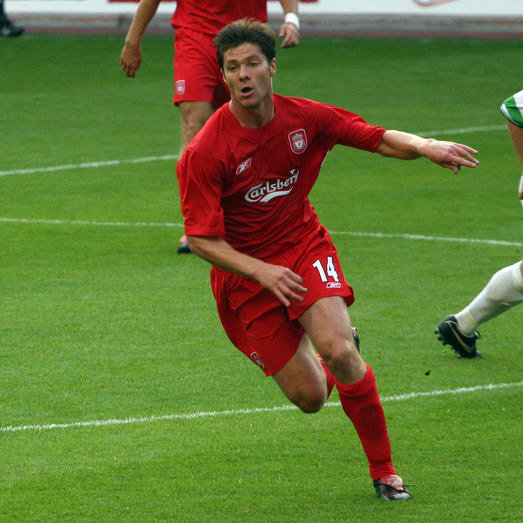
Alonso beim FC Liverpool (2005)

Anschließend wechselte Alonso im August 2004 zum FC Liverpool. Mit den Engländern feierte er gleich im ersten Jahr den größten Erfolg seiner bisherigen Vereinskarriere, den Gewinn der Champions League. Im Finale gegen den AC Mailand, bei dem der FC Liverpool einen 0:3-Rückstand aus der ersten Halbzeit in sechs Minuten aufholte, erzielte er den Treffer zum 3:3. Ein Jahr später gewann er ebenfalls mit den Engländern den FA Cup. Beim FC Liverpool gelang ihm außerdem sein wohl außergewöhnlichstes Tor der Karriere, als er gegen Newcastle United aus ca. 55 Metern Entfernung traf.

#### Real Madrid
Im August 2009 wechselte er zu Real Madrid. Die Ablösesumme betrug nach spanischen Medienberichten ca. 30 Millionen Pfund. Er unterschrieb einen mit jährlich rund 4,5 Millionen Euro dotierten Vierjahresvertrag bei den Madrilenen. Alonso entwickelte sich umgehend zum ordnenden Mittelfeldstrategen des Teams und gewann mit Real Madrid 2011 den spanischen Pokal sowie in der Saison 2011/12 seinen ersten nationalen Meistertitel.
Im Januar 2014 verlängerte er seinen Vertrag bei den Königlichen um zwei weitere Jahre bis Juni 2016. Nach einem weiteren Erfolg im spanischen Pokal und dem Gewinn der UEFA Champions League 2013/14 erklärte Alonso, er benötige eine neue Motivation und wolle Real Madrid verlassen. Dies sei die schwierigste Entscheidung seines Lebens gewesen.

#### FC Bayern München

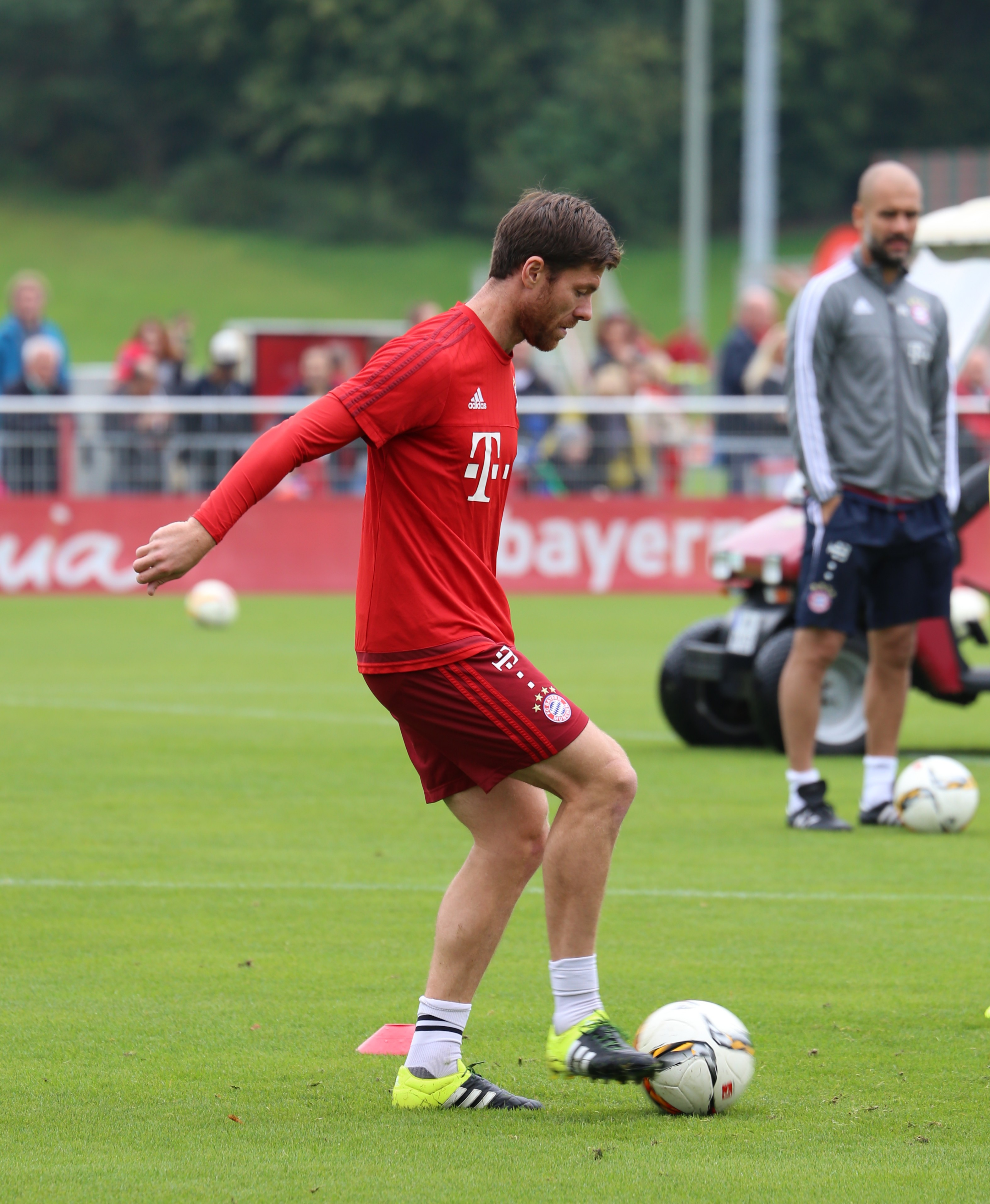
Alonso beim Training auf dem Gelände des FC Bayern München (2015). Im Hintergrund Trainer Guardiola.

Am 29. August 2014 wechselte Alonso zum FC Bayern München und unterschrieb einen Zweijahresvertrag. Er erhielt die Rückennummer 3. In der Bundesliga debütierte er am 30. August 2014 beim Auswärtsspiel gegen den FC Schalke 04. Mit 206 Ballkontakten im Spiel gegen den 1. FC Köln stellte er am 27. September 2014 einen neuen Bundesligarekord auf, der im Mai 2016 von Julian Weigl übertroffen wurde. Sein erstes Bundesligator erzielte Alonso am 18. Oktober 2014 beim 6:0-Heimsieg gegen Werder Bremen. Am 17. Februar 2015 bestritt Alonso sein 100. Champions-League-Spiel. Er übernahm zur Spielzeit 2015/16 die Rückennummer 14, die er auch schon bei Real Madrid und dem FC Liverpool getragen hatte, von Claudio Pizarro, der den Verein verließ. Am 4. Oktober 2015 bestritt Alonso beim 5:1-Heimsieg gegen Dortmund sein 50. Pflichtspiel für Bayern München.
Alonso verlängerte seinen Vertrag beim FC Bayern München um ein Jahr bis zum 30. Juni 2017. Am 9. März 2017 kündigte er an, mit dem Ende der Vertragslaufzeit seine Karriere beenden zu wollen. In der letzten Saison seiner Karriere gewann er mit den Bayern seine dritte deutsche Meisterschaft. Insgesamt lief er in 79 Partien in der Bundesliga für den Verein auf.

### Nationalmannschaft
Sein erstes Spiel für die A-Nationalmannschaft bestritt Alonso als 21-Jähriger am 30. April 2003 beim 4:0-Sieg gegen Ecuador. Er nahm mit Spanien an der EM 2004, der WM 2006 und der EM 2008, die das spanische Team mit 1:0 im Finale gegen Deutschland gewann, teil. Bei der EM 2012 verteidigte er den Titel mit der spanischen Nationalmannschaft mit dem Finalsieg gegen Italien mit 4:0. Seinen größten Erfolg erreichte er am 11. Juli 2010 mit dem Gewinn der WM 2010 mit dem 1:0-Sieg im Finale gegen die Niederlande. Nach dem Ausscheiden bei der WM 2014 trat er aus der Nationalmannschaft zurück. Für La Furia Roja war er insgesamt in 114 Länderspielen am Ball.

## Karriere als Trainer

### Anfänge in Spanien
In der Saison 2018/19 trainierte Alonso die C2-Junioren (U14) von Real Madrid.
Zur Saison 2019/20 übernahm Alonso die zweite Mannschaft von Real Sociedad San Sebastián als Cheftrainer. In der drittklassigen Segunda División B erreichte er mit seiner Mannschaft in der Gruppe 2 den 5. Platz, womit man die Teilnahme an den Aufstiegs-play-offs knapp verpasste. Mitte 2022 endete Alonsos Tätigkeit bei den Basken.

### Bayer 04 Leverkusen
Am 5. Oktober 2022 trat Alonso beim deutschen Bundesligisten Bayer 04 Leverkusen seine erste Stelle im Ausland an. Er übernahm die Cheftrainerposition vom Schweizer Gerardo Seoane, der mit der Mannschaft zu diesem Zeitpunkt den vorletzten Tabellenplatz belegte und die bis dahin zweitschlechteste Bundesligasaison (nur ein Sieg und zwei Unentschieden nach acht Spieltagen) seit dem Aufstieg 1979 gespielt hatte. Bei Alonsos Debüt an der Seitenlinie, einem 4:0-Heimsieg gegen den FC Schalke 04, erreichte seine Mannschaft den höchsten Sieg mit einem Leverkusener Cheftrainer in dessen erster Partie seit dem Bundesligaaufstieg. Nach dem Abstieg als Gruppendritter aus der Champions League in die Europa League stießen die Leverkusener zum ersten Mal seit 21 Jahren wieder in ein europäisches Halbfinale vor und schieden darin gegen die AS Rom aus. In der Bundesliga stabilisierte sich die Mannschaft unter Alonsos Leitung und belegte zum Saisonabschluss den sechsten Platz, wodurch sich die Leverkusener direkt für die Europa League qualifizierten.
In der folgenden Saison 2023/24 gewann Alonso mit Bayer 04 die erste Deutsche Meisterschaft der Vereinsgeschichte und stellte dabei mehrere Positivrekorde auf. Er blieb in der zweiten Jahreshälfte 2023 mit seiner Mannschaft in 25 Pflichtspielen ungeschlagen und gewann hiervon 22. Dies bedeutete einen deutschen Rekord. Zusätzlich gewann die Mannschaft den DFB-Pokal und damit das Double. In der Europa League gewann sie alle sechs Gruppenspiele und zog ins Finale ein. In der Bundesliga hatten die Leverkusener nach dem Ende der Hinrunde 45 Punkte erspielt und damit nach dem FC Bayern, 47 Punkte in der Saison 2013/14 und 46 Punkte in der Saison 2015/16, als Alonso dort noch als Spieler der Münchener aktiv gewesen war, die drittmeisten zu diesem Zeitpunkt seit der Gründung des Wettbewerbes. Am 29. Spieltag fixierten die Leverkusener den Gewinn der Meisterschaft. Leverkusen blieb die gesamte Bundesligasaison ungeschlagen, was zuvor noch keiner Mannschaft gelungen war. In der Europa League erreichte Leverkusen das Finale, das gegen Atalanta Bergamo 0:3 verloren wurde. Es war die erste Niederlage seit 361 Tagen und 51 Pflichtspielen. Im Zuge des erstmaligen Gewinns der deutschen Meisterschaft in der Vereinsgeschichte wurde Alonso neben drei weiteren Vereinsangehörigen vom Leverkusener Oberbürgermeister Uwe Richrath für das Ehrenbürgerrecht der Stadt vorgeschlagen, lehnte aber wie die drei anderen Vorgeschlagenen ab. Zudem wurde er vom Kicker als Deutschlands Fußballtrainer des Jahres und Persönlichkeit des Jahres im deutschen Fußball ausgezeichnet.
Nach einer weiteren Saison, in der die Leverkusener Vizemeister wurden, wie in der Vorsaison kein Auswärtsspiel verloren, das DFB-Pokalhalbfinale erreichten und in der Champions League im Achtelfinale ausschieden, einigten sich Alonso und Bayer 04 im Mai 2025 darauf, den noch bis Mitte 2026 laufenden Vertrag des Spaniers zum Saisonende aufzulösen.

### Real Madrid
Zum 1. Juni 2025 wechselte Alonso als Nachfolger von Carlo Ancelotti, unter dem er 2017 sein letztes Pflichtspiel als Profi beim FC Bayern München absolviert hatte, zu Real Madrid. Er unterschrieb einen Vertrag bis zum 30. Juni 2028. Alonso betreute die Königlichen damit bereits vor Beginn der Saison 2025/26 bei der in den Vereinigten Staaten stattfindenden FIFA-Klub-WM im Juni und Juli. Dort scheiterten die Spanier im Semifinale an Paris Saint-Germain mit 0:4.

## Titel und Auszeichnungen als Spieler

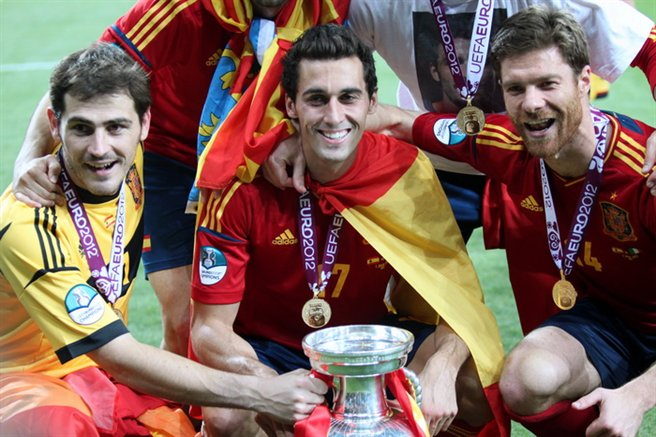
Alonso (r.) mit Iker Casillas (l.) und Álvaro Arbeloa (m.) nach dem Gewinn der EM 2012

### Nationalmannschaft
- Weltmeister: 2010
- Europameister (2): 2008, 2012

### Vereine
International
- Champions-League-Sieger (2): 2005 (FC Liverpool), 2014 (Real Madrid)
- UEFA-Super-Cup-Sieger (2): 2005 (FC Liverpool), 2014 (Real Madrid)

England
(alle FC Liverpool)
- Pokalsieger: 2006
- Supercupsieger: 2006

Spanien
(alle Real Madrid)
- Meister: 2012
- Pokalsieger (2): 2011, 2014
- Supercupsieger: 2012

Deutschland
(alle FC Bayern München)
- Meister (3): 2015, 2016, 2017
- Pokalsieger: 2016
- Supercupsieger: 2016

### Auszeichnungen
- Fußballer des Jahres in Spanien: 2003
- Bester Mittelfeldspieler der Primera División: 2012
- FIFA/FIFPro World XI: 2011, 2012
- UEFA-All-Star-Team der Europameisterschaft 2012
- Torschütze des Monats: Dezember 2015[36]
- Einstufung als Weltklasse in der Rangliste des deutschen Fußballs: Winter 2014/15

## Titel und Auszeichnungen als Trainer
Titel
- Deutscher Meister: 2024 (Bayer 04 Leverkusen)
- Deutscher Pokalsieger: 2024 (Bayer 04 Leverkusen)
- Deutscher Supercupsieger: 2024 (Bayer 04 Leverkusen)

Auszeichnungen
- Persönlichkeit des Jahres im deutschen Fußball: 2024
- Deutschlands Fußballtrainer des Jahres: 2024
- Globe Soccer Award – Trainer des Jahres: 2024[37]
- VDV-Trainer der Saison: 2023/24

## Sonstiges
Nachdem der SD Eibar 2014 zum ersten Mal in der Vereinsgeschichte in die Primera División aufgestiegen war, startete der kleine Verein einen Spendenaufruf, um das von der Liga geforderte Mindestvermögen von 2,1 Millionen Euro vorweisen zu können. Alonso, der die Hälfte der Saison 2000/01 für Eibar gespielt hatte, erwarb daraufhin Anteile des Klubs, um zu helfen, die Lizenz zu erhalten. Sein Vater Periko Alonso hat in den 1990er-Jahren als Trainer für den SD Eibar in der zweiten Liga gearbeitet.
Wegen Steuerbetrugs forderte die spanische Staatsanwaltschaft im März 2018 eine fünfjährige Haftstrafe für Xabi Alonso. Im November 2019 wurde Alonso vom Vorwurf der Steuerhinterziehung freigesprochen. Zuvor hatte er drei Millionen Euro Steuernachzahlungen an den spanischen Staat geleistet.